# Incident OVNI de Manises
L'Incident OVNI de Manises o Cas Manises va ser un albirament d'origen desconegut esdevingut l'11 de novembre del 1979, que va provocar que un vol comercial haguera de fer un aterratge d'emergència a l'aeroport de Manises (l'Horta Oest).

## Els fets
El succés el va protagonitzar un Supercaravelle de la companyia TAE (ja desapareguda). Aquest vol, el JK-297 amb 109 passatgers, procedia de Salzburg (Àustria) i havia fet escala a Mallorca abans de continuar rumb a Las Palmas.
A mig camí i pels volts de les 11 de la nit, el pilot Francisco Javier Lerdo de Tejada i la seua tripulació van observar dues llums roges que es dirigien cap a la mateixa aeronau. El rumb de col·lisió d'aquest presumpte artefacte va provocar un gran nerviosisme en la tripulació. El comandant va demanar informació sobre les estranyes llums, però ni el radar militar de Torrejón de Ardoz (Madrid), ni el centre de control de Barcelona no van poder donar una explicació del fenomen.
Per tal d'evitar una possible col·lisió, el comandant va elevar el seu aparell, però les llums van fer el mateix i es van col·locar a només mig quilòmetre de l'avió. La impossibilitat de fer una maniobra per a esquivar-les va provocar que el comandant es vera forçat a desviar el seu rumb i aterrar d'emergència a l'aeroport de Manises. És la primera vegada en la història que un avió comercial es veu obligat a aterrar d'emergència a causa d'un suposat albirament ovni, ja que el no identificat estava violant totes les normes bàsiques de seguretat.
Les llums van detenir la persecució abans de l'aterratge. Tres formes no identificades van ser detectades finalment pel radar. La mida d'aquella forma lluminosa, que va ser observada per nombrosos testimonis, va ser calculada en uns 200 m de diàmetre. Una de les estranyes formes va passar molt a prop de la pista d'aterratge. Fins i tot es van arribar a encendre els llums d'emergència en previsió que allò fora un vol no registrat en dificultats.
Ja l'endemà, pels volts de les 0.40 h, un Mirage F-1 es va enlairar de la base aèria pròxima de Los Llanos (Albacete) amb l'objectiu d'identificar el fenomen. El pilot, Fernando Cámara, capità de l'Exèrcit de l'Aire, va haver d'augmentar la seua velocitat fins a 1,4 mach per a finalment distingir una forma troncocònica que canviava de color, tot i que de seguida l'artefacte va desaparéixer de la seua vista. El pilot va rebre informació sobre un nou eco del radar, que indicava que hi havia un nou objecte, o potser el mateix, sobre Sagunt. Quan el pilot es va acostar prou, l'objecte va accelerar i va desaparèixer de nou. Aquesta vegada, però, el caça va ser bloquejat (els seus sistemes electrònics van ser inutilitzats). En termes de defensa açò es considera una operació d'agressivitat. Finalment, va passar el mateix per tercera vegada, i aquesta volta l'ovni va desaparèixer definitivament rumb a l'Àfrica. Després d'una hora i mitja de persecució, i a causa de la manca de combustible, el pilot va haver de tornar a la seua base sense resultats.

## Repercussió pública
Al llarg de l'últim mig segle hi ha hagut múltiples testimonis similars d'altres pilots que han viscut situacions similars, i hom els suposa prou preparats per a afrontar aquests fets. Tanmateix, en aquesta ocasió, el perill sembla que va ser massa evident.
Això, sumat al fet que els mitjans de comunicació estigueren saturats en aquella època de notícies ovni, va poder influir tant en la tripulació de l'aparell com en l'opinió pública. Per això s'ha de comprendre que es duguera a terme una operació tan extrema com l'aterratge d'emergència.

## Explicacions possibles
Hi ha moltes hipòtesis sobre l'explicació d'aquest succés; des dels qui creuen que el fenomen ovni consisteix en la visita d'habitants d'uns altres mons fins als qui pensen que aquelles llums no eren sinó astres nocturns o fenòmens meteorològics.
Els escèptics expliquen el bloqueig electrònic del Mirage F-1 basant-se en el fet que hi havia estacionada a la zona la Sisena Flota de la Marina dels Estats Units amb un potent sistema de guerra electrònica, pendent dels successos de la crisi dels ostatges a l'Iran.
L'explicació oficial vindria gràcies a l'expedient de l'Exèrcit de l'Aire espanyol, que seria desclassificat anys després, a l'agost del 1994. L'afer va arribar fins i tot al Congrés dels Diputats de l'Estat, quan el setembre del 1980 el diputat Enrique Múgica va demanar una explicació del que s'havia esdevingut.
Una de les explicacions més recents dels fets afirma que les llums vistes per la tripulació del Supercaravelle JK-297 eren en realitat les flamerades de les torres de combustió de la refineria d'Escombreras, al costat de Cartagena.
No obstant això, el succés no està tancat i continua sent fruit de debats i tota mena d'explicacions.